# Chariots of the Gods (phim)
Chariots of the Gods (tiếng Đức: Erinnerungen an die Zukunft) là bộ phim tài liệu của Tây Đức năm 1970 do Harald Reinl đạo diễn. Nó dựa trên cuốn sách Chariots of the Gods? của Erich von Däniken, đây là loại sách giả khoa học đưa ra giả thuyết về người ngoài hành tinh đã tác động đến sự sống và quá trình tiến hóa ban đầu của loài người. Bộ phim được đề cử Giải Oscar cho phim tài liệu xuất sắc nhất.

## Tóm tắt
Bộ phim bắt đầu bằng việc giới thiệu các giáo phái hàng hóa do thổ dân vùng Nam Thái Bình Dương thành lập sau khi tiếp xúc với máy bay Mỹ trong Thế chiến thứ hai. Phim đưa ra lời tuyên bố rằng có khả năng tất cả các tôn giáo đã bắt đầu theo một cách thức tương tự. Sau đó, phim giới thiệu cho người xem nhiều văn bản, kiến trúc và tác phẩm nghệ thuật cổ xưa. Một số trong số này bao gồm Kinh Thánh, Kim tự tháp, Sử thi Gilgamesh và Đường kẻ Nazca.

## Phát hành
Bộ phim đã được hãng Sunn Classic Pictures biên tập lại và lồng tiếng Anh để phát hành tại Mỹ vào năm 1973.

## Đón nhận
Việc phát hành Chariots of Gods tại Mỹ đã thu về 25.948.300 đô la. Nhà phê bình phim Phil Hall cho biết "Họ không làm những bộ phim như thế này nữa và chúng tôi nên vui mừng vì điều đó." Bộ phim bị chỉ trích vì thiếu bằng chứng khoa học. Nhà nhân chủng học Robert Ardrey gọi đó là khoa học viễn tưởng.

## Bảng xếp hạng nhạc nền
| Bảng xếp hạng (1972)   | Thứ hạng |
| ---------------------- | -------- |
| Úc (Kent Music Report) | 28       |